# وزارة الصناعة (تايلاند)
وزارة الصناعة (بالتايلندية: กระทรวงอุตสาหกรรม)‏ هي وزارة في حكومة تايلاند. الوزارة مسؤولة عن تعزيز وتنظيم الصناعات.

## أنظر أيضا
- اقتصاد تايلاند
- حكومة تايلاند

## وصلات خارجية
- وزارة الصناعة (بالتايلاندية)